# Тибетське Євангеліє
Тибетське Євангеліє — апокриф, нібито виявлений в 1887 році.  Відповідно до нього, Ісус Христос до свого виходу на проповідь в Палестині жив в  Індії та Тибеті.  Існування оригіналів даного апокрифа не підтверджено. 

## Перша публікація
Вперше про існування цього апокрифа стало відомо після публікації його французького перекладу Миколою Нотовичем. 
За твердженням Нотовича, він знайшов тибетський рукопис під назвою «Життя св. Ісси» в 1887 році в  буддійському монастирі  Хеміс (поблизу  Леха). Якийсь  лама розповів йому про сувій, що зберігався в монастирі, що розповідає про Христа. Як повідомляє Нотович, єдиного тексту не було: розрізнені розповіді про Іссу входили до збірки різних за змістом рукописів. За допомогою одного з лам Нотович вишикував їх у хронологічній послідовності. .
Лама розповів йому про збережених в монастирі відомостях про ці тексти. Передання про Іссу, за його словами, переданим Нотовичем, були записані в Індії на мові палі в середині 1 століття н. е. зі слів людей, які бачили Іссу, коли він жив у Індії і Непалі, а також зі слів індійських купців, які підтримували торговельні зв'язки з Єрусалимом. Близько 200 р. н. е. палійський сувій нібито привезли з Непалу в Тибет. Згодом їх перевели на  тибетську мову в монастирі на «горі Марбур» поблизу  Лхаси. У Хемісі нібито зберігалися копії цих перекладів. 

## Свідоцтва Свамі Абхедананди і М.К.Реріха
Відомий послідовник  Рамакрішни  Свамі Абхедананда  вирішив самостійно розшукати джерела Нотовича в Хемісі і в цьому досяг успіху. У другій половині 1922 року він здійснив поїздку, за результатами якої випустив книгу «Подорож в Кашмір і Тибет» (вона була переведена з бенгальської на англійську ), куди він вставив здобуті ним самим переклади з тибетської з уривками з книги Нотовича.

19 вересня 1925 художник  М. К. Реріх записав в подорожньому щоденнику:
 «Так ми дізналися про справжність рукопису про Іссу. У Хемі лежить дійсно старий тибетський переклад з манускрипту, написаного на палі і знаходиться у відомому монастирі недалеко від Лхаси. Нарешті дізналися спадкоємність очевидців. Казки про підробку зруйновані. Є особливий сенс в тому, щоб рукопис сохранно лежав в Хемі, або Хеміс. Є особливе значення в тому, що лами так ретельно приховують його. Цьому рукопису доречно лежати біля  Ле, де була проповідь Ісси про громаду світу, ще до проповіді в Палестині. Важливо лише знати зміст цього документа. Адже розказана в ньому проповідь про громаду, про значення жінки, всі вказівки на буддизм так разюче сучасна. Зрозуміло, чому рукопис зберігся саме в Хемі. Це один з найстаріших монастирів Ладака, на щастя не зруйнований під час навали монголів і при гоніннях на буддизм неосвіченими ордами  Зоравара . Укромне положення монастиря, можливо, допомогло його збереженню. Шлях Великого Громадника проходив з Індії близько цього місця. Лами знають значення документа; але чому місіонери так люто повстають і паплюжать рукопис? Невже общинний вигляд Ісси і захист жінки їм не подобається? Паплюжити так звані апокрифи всякий вміє; для паплюження багато розуму не треба. Але хто ж не визнає, що дуже багато які „апокрифи“ набагато більш грунтовні, ніж багато офіційних свідоцтв. Всіма визнане Краледворський рукопис виявився підробкою, а багато оригіналів не входять в чиєсь розуміння. Досить згадати про так зване  Євангеліє ебіонитів , або  Дванадцяти. Такі авторитети, як Оріген, Ієронім,  Єпіфаній, говорять про існування цього життєпису.  Іреней у другому столітті знає його, а де ж воно тепер? Замість безцільних суперечок краще по-людськи продумайте факти і думки, що повідомляються в життєписі „Ісси (тобто Ісуса), одного з найкращих синів людських“. Оцініть, наскільки зміст манускрипту близький сучасній свідомості. І здивуйтесь, як широко знає весь Схід про цей документ. Зрештою важливий не самий манускрипт, але важливіше життєвість цієї ідеї в розумах Азії.» 
У своїй книзі «Алтай-Гімалаї», написаній ним у ході Центрально-Азіатської експедиції, Реріх пише про те, що цей древній буддійський монастир зберігає вчення Ісуса, а лами віддають шану Ісусу, тут «пройшов і що пише». Однак в іншій своїй книзі М. К. Реріх заперечував, що він відкрив рукопис (про рукописи вже було відомо), який говорить про перебування Христа в Індії:
 «Час від часу до мене доходять безглузді чутки про те, що ніби-то серед наших ходінь по Азії мною відкритий якийсь справжній документ, мало не від часу Христа. Не знаю, кому потрібно і з якою метою вигадувати цю версію…»

## Критика
Сучасний російський буддолог  А. А. Терентьєв зазначає, що «Хоча книга  Jesus in Indien відомого німецького буддолога  Гюнтера Грюнбольда , узагальнюючи всі версії і факти навколо столітньої давності легенди про відвідування Ісусом Христом Індії, була опублікована досить давно, у нас в Росії, де як і раніше сильні  теософські ідеї, особливо в інтерпретації сім'ї Реріхів, дуже багато таких, що все ще вірять в казки Нотовича».
Далі він звертає увагу на те, що Нотович помилково вживає слово «сувій» по відношенню до тибетських рукописів, оскільки "у тибетців "сувоїв «не буває: тибетські рукописи мають зовсім інший вигляд».
Він звертає увагу також на свідоцтва різних вчених, що побували в тих же місцях. Так, відомий сходознавець  Макс Мюллер, який відвідав в червні 1894 року Ладакх, з'ясував, що «ніхто не чув про росіянина на ім'я Нотович». У свою чергу професор англійської мови та історії Коледжу Агри  Джеймс Арчибальд Дуглас , що повторив в 1895 році той же шлях, який описав у своїй статті Нотович, дізнався, що ніяких  пантер там не водиться, а крім того жителі місцевого села, про яке згадував Нотович, нічого не знають про те, що кілька років тому тут когось із приїжджих сагібів з'їв дикий звір.
Крім того, Дуглас відвідав той самий монастир в Хамі, на який вказував Нотович як на місце зберігання тексту, але після тривалої бесіди з настоятелем з'ясував, що тут ніколи не зупинявся білий іноземець зі зламаною ногою, а термометр не тільки не був подарований, але настоятель навіть не знав, що це за предмет. Настоятель визначив сенсаційні заяви Нотовича як «Брехня, і нічого крім брехні!».
Терентьєв також вказує на те, що сам Нотович 24 жовтня 1887 року, перебуваючи в Кашмірі, звертався до губернатора з проханням про дозвіл відвідування Ладакха і надання йому носіїв і провідника, але отримав відмову, після чого був змушений повернутися в Кашмір, таким чином і він ніколи і не міг побувати в монастирі.   

## Текст
- «Тибетское евангелие» Жизнь святого Иссы, Наилучшего из Сынов Человеческих
- Неизвестная жизнь Иисуса Христа (Тибетское сказание), пер. с франц. под ред. Битнера В. В., СПб., 1910
- Неизвестная жизнь Иисуса Христа (Тибетское сказание), «Наука и религия», 1989, № 7-8; 1990, № 5
- Nicolas Notovitch (Auteur), Christian Bouchet (Préface). La vie inconnue de Jésus-Christ en Inde et au Tibet (Broché). Puiseaux, Pardès, 2004. ISBN 2867143454